# Kelasuri (vattendrag)
Kelasuri (georgiska: კელასური) är ett vattendrag i Georgien. Det ligger i den autonoma republiken Abchazien, i den nordvästra delen av landet, 300 km väster om huvudstaden Tbilisi. Vid floden ligger bland annat orten Kelasuri. Kelasuri mynnar i Svarta havet.